# Monster der Tiefe
Monster der Tiefe – Im Reich der Urzeitmonster (Originaltitel: Sea Monsters) ist eine Dokumentation des englischen Senders BBC aus dem Jahr 2003. Es handelt sich um Trickfilme, bei denen in reale Landschaftsaufnahmen computeranimierte Elemente eingebunden wurden.

## Handlung
In Monster der Tiefe unternimmt der Zoologe Nigel Marven eine fiktive Zeitreise in die Urzeit. Dort will er in den sieben gefährlichsten Meeren aller Zeiten tauchen. Umso gefährlicher ein Meer ist, desto höher ist es im Ranking. Die Gefährlichkeit eines Meeres ist davon abhängig, wie groß die im Wasser lebenden Tiere sind und wie viele gefährliche verschiedene Raubtierarten zugleich in einem Meer leben. So ist im ersten Meer lediglich ein Kopffüßer jedoch im letzten fast eine Handvoll blutrünstiger Raubtiere. Marven erklärt die Szenerie, zudem gibt ein Sprecher noch zusätzliche Informationen.
Das siebtgefährlichste Meer aller Zeiten
Marven reist ins Ordovizium vor 450 Millionen Jahren. Dort gibt es außerhalb des Wassers kein Leben, außerdem ist die Luft sehr stickstoff- und kohlenstoffdioxidlastig. Es gibt viel weniger Sauerstoff als heute, sodass Marven und seine Crew Sauerstoffgeräte dabei haben. Marven will einen Cameroceras, den größten Räuber in dieser Epoche, zu Gesicht bekommen. Dazu sammelt er einen Köder, einen Isotelus auf und präpariert ihn mit einer Kamera. Als tatsächlich ein Cameroceras anbeißt, taucht Marven in das Meer. Er beobachtet, wie der Cameroceras sich von Megalograptus, Seeskorpionen, ernährt.
Das sechsgefährlichste Meer aller Zeiten
In der Trias vor 230 Millionen Jahren möchte Marven das Meer erforschen. An Land sind die Dinosaurier gerade dabei sich zu entwickeln, so sieht Marven einen Coelophysis, als er sich zum Meer begibt. In der Luft fliegen die ersten Pterosaurier in Form von Peteinosaurus. Die Meere werden von marinen Reptilien beherrscht. So taucht Marven mit einem Nothosaurier, möchte einen Tanystropheus fangen und hat eine Begegnung mit dem Cymbospondylus.
Das fünftgefährlichste Meer aller Zeiten
Um den Dunkleosteus zu sehen, reist Nigel Marven diesmal ins Devon vor 360 Millionen Jahre. In einem runden Unterwasserkäfig will er den Knochenfisch aus nächster Nähe beobachten. Um ihn anzulocken erlegt er einen Bothriolepis, ein Antiarchi. Der Köder wird in ein Kettenhemd verpackt, da Marven mit der Crew wettete, dass der Dunkleosteus den Knochenfisch samt Kettenhemd durchbeißt. Nachdem erst der prähistorische Hai Stethacanthus den Köder haben will, erscheint tatsächlich ein adulter Dunkleosteus. Marven gewinnt seine Wette und sieht, wie der Dunkleosteus einen jungen Artgenossen verspeist.
Das viertgefährlichste Meer aller Zeiten
Vor 36 Millionen Jahren lebte im Eozän der Killerwal Basilosaurus. Mit diesem will Marven schwimmen. Nachdem er an Land zuvor eine Begegnung mit einem Arsinoitherium nur knapp überlebt hatte, folgt er mit seinem Schiff eine Gruppe Dorudon, potenzielle Beute des Basilosaurus. Erst als Marven vorher aufgezeichnete Basilosaurus-Rufe ins Meer ausstrahlt, kann er einen dieser Wale anlocken.
Das drittgefährlichste Meer aller Zeiten
Eindrucksvoll stellt Marven an Land den Superprädator des Meeres in dieser Epoche (Pliozän vor 4 Millionen Jahren) vor: Er präsentiert die Kiefer des Weißen Hais und danach die des Otodus megalodon. Marven möchte einem ausgewachsenen Exemplar eine Kamera auf die Rückenflosse setzen. Um dies zu erreichen, muss er erst die Lebensgewohnheit des Megalodons erforschen. Dies tut er an jungen Tieren. Er findet heraus, dass Odobenocetops zu den Beutetieren der jungen Haie gehört und baut eine Attrappe nach. Diese wird von einem Hai angegriffen und Nigel weiß nun, wie die jungen Tiere angreifen. Nun möchte er die großen Tiere sehen. Mit Blut und toten Fischen lockt er tatsächlich ein ausgewachsenes Tier an. Da er es im runden Unterwasserkäfig nicht schafft, die Kamera anzubringen, versucht er dies letztlich erfolgreich vom Schiff aus. Nach ein paar Tagen sammelt die Crew die sich von selbst auslösende Kamera auf und wertet die Bilder aus. Darauf wird klar, dass erwachsene Megalodons Jagd auf Wale machen – in diesem Fall auf einen Cetotherium.
Das zweitgefährlichste Meer aller Zeiten
Marven taucht im Meer des Jura vor 155 Millionen Jahren im Schwarm von Leedsichthys. Einer dieser gigantischen Fische wird von einem Metriorhynchus und einem Hybodus angegriffen. Deswegen muss Marven aus dem Wasser. Später tötet ein Liopleurodon den Leedsichthys endgültig. Um mit einem Liopleurodon tauchen zu können, wurde ein spezieller Geruchstauchanzug an Jungtieren getestet. Tatsächlich war ein Geruch dabei, der die Tiere abschreckte. Am Abend springt Marven erneut ins Meer und beobachtet ein Liopleurodon-Pärchen beim Fressen. Als Marven von einem der beiden angegriffen wird, funktioniert der Geruchsanzug.
Das gefährlichste Meer aller Zeiten
In der Kreidezeit vor 75 Millionen Jahren gibt es nicht nur ein gefährliches Raubtier, sondern gleich drei. Seine Reise in dieser Zeit startet Marven in einer Kolonie von Hesperornis. Danach untersucht er vom Boot aus das Meer und findet die verschiedensten Raubtiere, wie den Hai Squalicorax, Xiphactinus und den Mosasaurier Halisaurus. Allerdings ist sich Marven sicher, dass es einen noch größeren Räuber gibt. Nachdem Marven einen Pteranodon gefüttert hatte, probiert er ein ROV in einer Gruppe Elasmosaurier aus. Dabei entdeckt er einen Archelon, den er unbedingt reiten möchte. Als er dies tut, wird er von einer Gruppe von Tylosaurus angegriffen. Er entkommt nur knapp auf das Schiff. In der Nacht zeigt das Schiffsradar an, wie sich unzählige Tylosaurier Richtung Schiff begeben…

## Hintergrund

### Produktion

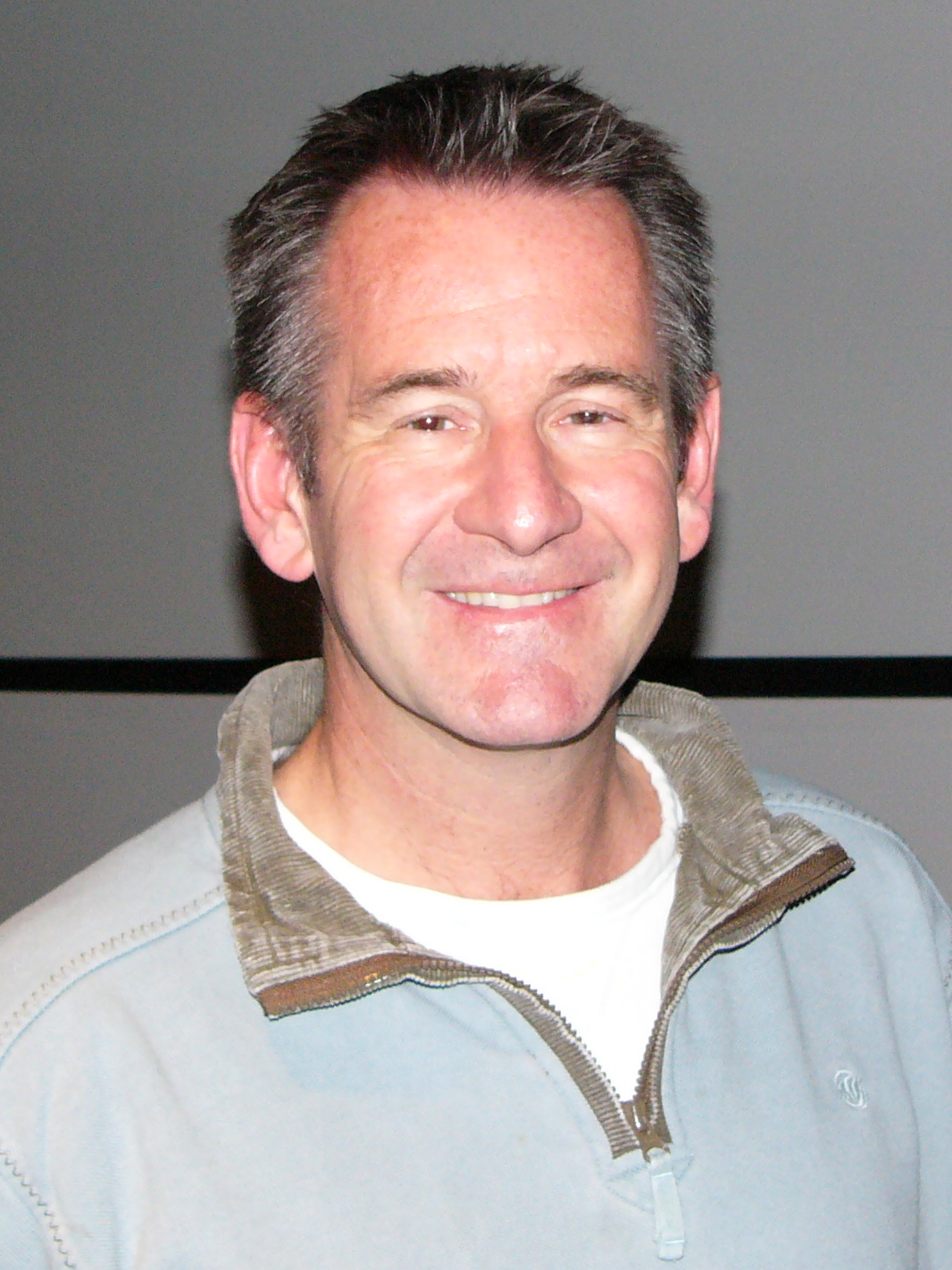
Nigel Marven

Bereits während der Planung zur Dokumentation Im Reich der Giganten aus dem Jahr 2002 entstand der Gedanke, eine zweite Produktion mit Nigel Marven in Auftrag zu geben. Als Drehorte wurden unter anderen die Küste um Neuseeland und das Rote Meer in Ägypten ausgewählt. Die Dreharbeiten am Roten Meer fanden im Verborgenen statt, da das Produktionsteam der ägyptischen Militärpolizei ausweichen musste.
Die prähistorischen Tiere wurden teils durch Animatronic der Firma Crawley Creatures und teils durch CGI realisiert.
Die komplette Produktionszeit belief sich auf 1,5 Jahre. Das Budget lag zwischen £3 Millionen und £5.3 Millionen (~ €8 Millionen).
Sowohl durch Interviews zur Produktion mit Haines und James als auch durch eine Szene auf dem Schiff, in der kurz ein Whiteboard mit den von Nigel Marven und seinem Team bereits besuchten Epochen zu sehen ist, wird deutlich, dass ursprünglich geplant war, Marven erst im Trias und anschließend im Ordovizium tauchen zu lassen.

### Veröffentlichung
Die Erstveröffentlichung erfolgte am 9. November 2003 im Vereinigten Königreich. In Deutschland feierte der Film am 15. Januar 2004 auf ProSieben seine Free-TV-Premiere.

### Auszeichnungen
2004 gewann die Dokumentation den British Academy Television Award für die besten Visuelle Effekte.